# 2,3,5-三甲基-1,4-苯醌
2,3,5-三甲基-1,4-苯醌是一种有机化合物，化学式为C9H10O2。它可由2,3,5-三甲基苯酚被弗氏盐氧化得到。它是维生素E与2,3,5-三甲基-1,4-苯二酚合成过程中的重要中间体。